# 富拉渾
富拉渾（1841年—？），字南軒，荊州駐防滿洲鑲白旗人，繙譯生員。

## 生平
- 候補筆帖式
- 咸豐十一年六月，在揚州府擊退盜賊有功，著免補筆帖式，以知縣不論雙單月遇缺前儘先即選，賞戴藍翎[3]
- 因揚境肅清出力，著俟補缺後以直隸州知州用，賞換花翎
- 同治三年七月，出任浙江桐鄉縣知縣[4][5]
- 同治十年二月，以貌似有才，心實浮滑革職，貶為縣丞[6][7]
- 光緒三年前任四川鄰水縣知縣，但最終被革職[8][9]